# Bridges (Steve Lukather)
Bridges è il nono album in studio di Steve Lukather, pubblicato da The Players Club (Mascot Label Group). È stato pubblicato il 16 giugno 2023. L'album presenta molti altri compagni di band dei Toto, tra cui anche il cofondatore David Paich.
L'album nasce come una sorta di mezzo per pubblicare nuovo materiale senza pubblicarlo sotto il nome Toto, a seguito di una causa intentata da Susan Porcaro-Goings (la vedova di Jeff Porcaro) contro Lukather e David Paich, gli amministratori unici della Toto Corporation, perché non aveva ricevuto il denaro dovuto al patrimonio del suo ex marito. A seguito di questa causa, i Toto non rilasceranno alcun nuovo materiale in studio, una decisione apparentemente presa nell'interesse acquisito della band. In un'intervista dell'aprile 2023, Lukather ha dichiarato: "Dato che i Toto non registreranno mai un altro album in studio, questo è il massimo che potremo ottenere" e che lo vede "come un ponte tra la [sua] musica solista e la Toto Music".

## Tracce
1. Far from Over (feat. Joseph Williams) – 3:58 (Steve Lukather, Joseph Williams, Trevor Lukather)
2. Not My Kind of People (feat. David Paich & Joseph Williams) – 3:56 (S. Lukather, David Paich, Williams, Stan Lynch)
3. Someone (feat. David Paich & Joseph Williams) – 4:09 (S. Lukather, Paich, Williams)
4. All Forevers Must End (feat. Joseph Williams) – 4:20 (S. Lukather, Randy Goodrum)
5. When I See You Again – 4:55 (S. Lukather, Paich, Williams)
6. Take My Love (feat. Joseph Williams) – 5:23 (Steve Maggiora, Warren Huart)
7. Burning Bridges (feat. David Paich & Joseph Williams) – 4:00 (S. Lukather, Lynch)
8. I'll Never Know (feat. David Paich & Joseph Williams) – 5:04 (S. Lukather, Williams)

## Formazione

### Membri ufficiali
- Steve Lukather - voce, chitarra
- David Paich - tastiera
- Joseph Williams - tastiera
- Jorgen Carlsson - basso
- Leland Sklar - basso
- Simon Phillips - batteria
- Shannon Forest - batteria